# 弗利特巴赫河
50°3′16″N 12°11′20″E / 50.05444°N 12.18889°E
弗利特巴赫河是德國的河流，位於該國東南部，由巴伐利亞負責管轄，屬於勒斯勞河的左支流，河道全長7.1公里，流域面積25.6平方公里。